# Marquesado de Castañiza
El marquesado de Castañiza es un título nobiliario español creado por el rey Carlos III en favor de Juan Castañiza y Larrea, mediante un real decreto del 8 de agosto de 1771, y que luego fue ampliado para su hijo Ignacio Mariano de Castañiza y González de Agüero, vecino del virreinato de Nueva España, por real despacho del 8 de marzo de 1772.

## Marqueses de Castañiza
|                                 | Titular                                        | Periodo                 |
| Creación por Carlos III         | Creación por Carlos III                        | Creación por Carlos III |
| ------------------------------- | ---------------------------------------------- | ----------------------- |
| I                               | Juan de Castañiza y Larrea                     | 1771-1772               |
| II                              | Ignacio Mariano de Castañiza y González Agüero | 1772-¿?                 |
| III                             | Juan Francisco de Castañiza y González         | ¿1816?-1825             |
| Rehabilitación por Alfonso XIII |                                                |                         |
| IV                              | María de los Dolores de la Puente y Soto       | 1920-¿?                 |
| V                               | Inmaculada de Peláez y de la Puente            | 1965-1991               |
| VI                              | Felipe Navarro Peláez                          | 1997-presente           |

## Historia de los Marqueses de Castañiza
La lista de los marqueses de Castañiza es la que sigue:
- Juan de Castañiza y Larrea, I marqués de Castañiza. Le sucedió su hijo:
- Ignacio Mariano de Castañiza y González de Agüero, II marqués de Castañiza. Sucedió:
- Juan Francisco de Castañiza y González, III marqués de Castañiza.

El 19 de enero de 1920, por rehabilitación, sucedió:
- María de los Dolores de la Puente y Soto, IV marquesa de Castañiza, condesa de Casa Loja.[1]

Casó con Eduardo Peláez y Quintanilla. El 8 de octubre de 1965 le sucedió su hija:
- Inmaculada de Peláez y de la Puente, V marquesa de Castañiza, condesa de Casa Loja.

Casó con José Navarro Morenés. El 16 de diciembre de 1997 le sucedió su hijo:
- Felipe Navarro Peláez, VI marqués de Castañiza, conde de Casa Loja.

Casó con María Sánchez-Arjona y Sánchez-Arjona.